# Église Saint-Martin de Deluz
Pour les articles homonymes, voir Église Saint-Martin et Saint-Martin.
L’église Saint-Martin de Deluz est une église située à Deluz dans le département français du Doubs.

## Histoire
La construction de l'église actuelle est décidée en 1736 en remplacement d'une église préexistante « tombée en grande caducité » et sera consacrée le 22 septembre 1746.
L'église est inscrite aux monuments historiques par arrêté du 21 juin 1988.

## Rattachement
L'église fait partie de la paroisse de Notre Dame d'Aigremont (Roulans) qui est rattachée au diocèse de Besançon.

## Architecture
L'entrée principale est constituée d'un Clocher-porche surmonté d'un toit à dôme à l'impériale. De dimensions rectangulaires (27,7 m x 17,9 m), la nef est composée de trois travées.

## Mobilier
L'église possède du mobilier et des accessoires remarquables dont certains font l'objet d'une protection (classé ou inscrit) au titre du patrimoine mobilier. Parmi ces éléments :
- Le maître autel, ses décorations et accessoires[5], les fonts baptismaux[6], le tout du XVIIIe siècle et classés au titre objet le 13 février 1978
- les deux autels latéraux du XIXe siècle, classés au titre objet le 23 mai 1979[7],[8]
- des crédences « Louis XVI » et des statuettes de Saint Ferréol et Saint Ferjeux, le tout du XVIIIe siècle classé au titre objet le 23 mai 1979[9],[10]